# Bulldog Drummond schlägt zurück
Bulldog Drummond schlägt zurück (Originaltitel Bulldog Drummond Strikes Back) ist eine US-amerikanische Kriminalkomödie unter Regie von Roy Del Ruth. Ronald Colman spielte hier nach Bulldog Drummond aus dem Jahr 1929 zum zweiten Mal die Titelrolle des ehemaligen Offiziers und jetzigen Detektivs Captain Hugh „Bulldog“ Drummond, die auf der Romanfigur des Autors Herman Cyril McNeile basiert. Der Film wurde von 20th Century Pictures produziert. Die Premiere des Films fand am 15. August 1934 in New York statt. In der Bundesrepublik Deutschland wurde er am 18. August 1996 im deutschen Fernsehen ausgestrahlt.

## Handlung
Der englische Meisterdetektiv Captain Hugh Drummond, vielen als „Bulldog“ Drummond bekannt, kommt aus Afrika nach London, um an der Hochzeit seines Freundes Algy Longworth teilzunehmen. Obwohl Drummond während seines Aufenthalts auf Ruhe und Frieden besteht, weiß Inspektor Neilsen von Scotland Yard, dass London alles andere als ruhig sein wird, wenn Drummond in der Stadt ist. In der Hoffnung, seinen Ruf als Anziehungspunkt für Lärm und Aufregung loszuwerden, verspricht Drummond Neilsen, dass seine einzige Aktivität, abgesehen von der Teilnahme an der Hochzeit, darin bestehen wird, nach Sussex zu fahren, um Stockrosen zu züchten. Während er jedoch eine nebelverhangene Londoner Straße entlanggeht, wird er unwissentlich in eine neue Affäre verwickelt, als er einer im Nebel verlorenen Person Hilfe anbietet. Drummond bringt den verwirrten Fremden zum nächsten Haus, wo er, nachdem niemand auf sein Klopfen antwortet, feststellt, dass die Tür unverschlossen ist. Sobald Drummond das Haus betritt, findet er die Leiche eines Mannes mittleren Alters, der auf einem Sofa vor dem Kamin zusammengesunken ist. Er eilt los, um die Polizei zu rufen, doch als er mit den Beamten zurückkommt, ist die Tür verschlossen, das Feuer aus und die Leiche verschwunden. Nachdem sie von Prinz Achmed begrüßt werden, der bestreitet, eine Leiche in seinem Haus gesehen zu haben, entschuldigt sich Drummond für die Störung und geht, bittet aber später Algy, ihm zu helfen, das Geheimnis der verschwundenen Leiche zu lösen.
In Drummonds Haus fällt eine Frau namens Lola Field an seiner Tür in Ohnmacht, und als sie wieder zu sich kommt, erzählt sie Drummond, dass sie nach ihrem Onkel gesucht habe, der vor kurzem mit ihr an Bord eines Schiffes aus Bombay angekommen sei. Lola erzählt Drummond, dass ihr Onkel von seinem Arbeitgeber, Prinz Achmed, angewiesen wurde, all seine Besitztümer zu verkaufen und eine Lieferung mysteriöser Waren an Achmed zu überwachen. Sie sollte direkt vom Schiff zu einem von Achmed betriebenen Hotel gehen. Drummond vermutet ein Verbrechen und erfährt bald, dass Lolas Onkel Achmed ebenfalls eine geheime Röntgenaufnahme überbringen sollte. Die Spur der Beweise führt Drummond, Lola und Algy zu Achmed, wo sie gefangen gehalten werden, bis sie die Röntgenaufnahme vorlegen. Nachdem Algy die Aufnahme verschluckt hat, trifft die Polizei, die von Neilson zu Achmeds Haus geschickt wurde, um Drummond aus Schwierigkeiten herauszuhalten, rechtzeitig ein, um den Detektiv zu retten.
Drummond glaubt, dass Achmeds Schiff, die „Bombay Girl“, illegale Fracht transportiert, und eilt zum Schiff, um Nachforschungen anzustellen. Unterdessen erfährt Achmed, dass Drummond auf dem Schiff herumschnüffelt, und bietet den Matrosen eine Belohnung für Drummonds Ergreifung. Dieser entzieht sich jedoch der Gefangennahme und zündet die Fracht des Schiffes an, die aus illegal importierten Pelzen besteht. Als die Polizei eintrifft, legt Drummond Beweise vor, dass Achmed wissentlich mit Cholera verseuchte Pelze importiert hat. Unmittelbar nach Achmeds Geständnis, dass er England aus Profitgründen einer Infektionsgefahr ausgesetzt hat, erschießt er sich. Nachdem das Rätsel gelöst ist, heiraten Drummond und Lola, die sich ineinander verliebt haben.

## Entstehung
Gedreht wurde der Film vom 19. Februar bis zum 7. April 1934.
Das Budget des Films lag bei 514.152 US-Dollar, was heute in etwa 10,4 Millionen US-Dollar entspricht. Einer Meldung zufolge wurde der Film mit nur einem Mikrofon, einem Regiestand und einer Kamera aufgenommen. In Presseberichten wurde darauf hingewiesen, dass Darryl F. Zanuck Myrna Loy zwar von Metro-Goldwyn-Mayer für die weibliche Hauptrolle in diesem Film ausleihen wollte, aber weder MGM noch Loy von dem Deal begeistert waren, nachdem sie kürzlich zum Star geworden war.
In den Dokumenten der Motion Picture Association (MPA)
befindet sich ein Brief, den Produzent Zanuck an Joseph Breen, dem Leiter der Zensurbehörde, schrieb. In dem Brief heißt es, dass in der Charakterisierung von Algy „kein Publikum in der Lage sein wird, in ihm einen Charakter zu sehen, der ernsthaft in ein Sexualproblem verwickelt sein könnte.“ Zanuck versicherte Breen, dass keiner von Algys Textzeilen „auf eine Weise vorgetragen würde, die beim Publikum den Eindruck erwecken könnte, er sei ein Casanova.“ Nach der Veröffentlichung des Films schickte Breen einen Brief an Will H. Hays, damaliger Präsident der MPA, in dem er erklärte, er halte den Film für „einen ausgezeichneten Ronald-Colman-Film, der leider durch eine anstößige Komödie über einen vereitelten Bräutigam getrübt wird.“
Richard Day oblag die künstlerische Leitung. Gwen Wakeling war für das Kostümbild zuständig. Ray Heindorf leitete das Orchester.

## Kritiken
Mordaunt Hall von der The New York Times befand, der Film sei eine hervorragende Unterhaltung, die bei der Darstellung ihrer extravaganten Heldentaten genauso geschickt sei wie der Vorgänger.
Helen Brown Norden schrieb im Vanity Fair, der Film beginne als normaler Thriller, aufgepeppt durch komödiantische Elemente und gelegentliche kluge Dialoge. Gegen Ende jedoch, als alle Darsteller von einem Haus ins andere und wieder zurück entführt werden, werde er zu reinem Slapstick.

„Ein B-Picture ohne sonderlichen äußeren Aufwand, der die vertrauten Versatzstücke der Serie aber mit viel Witz und Tempo weiterspinnt.“

Die Filmzeitschrift Cinema befand: „Der Film gilt als einer der besten der Drummond-Reihe, die schon 1929 in der Stummfilmzeit aufgelegt wurde.“